# ヴィジャヤクマール
ヴィジャヤクマール（Vijayakumar、1943年8月29日  -）は、インドのタミル語映画で活動する俳優。これまでに400本以上の映画に出演している。

## キャリア
1961年にタミル語映画『Sri Valli』で俳優デビューし、シヴァージ・ガネーサン、パドミニと共演した。同作では端役で出演したため、その後のオファーには繋がらず、『Kandhan Karunai』の主役への起用が検討されたものの、最終的にはシヴァクマールが起用され、ヴィジャヤクマールは端役で出演している。1973年にデーヴァラージ＝モハンの『Ponnukku Thanga Manasu』で主要キャストに起用され、同作の成功によりタミル語映画のスター俳優の地位を確立した。1970年代には『Indru Pol Endrum Vaazhga』でM・G・ラーマチャンドラン、『Dheepam』でシヴァージ・ガネーサン、『Neeya』でカマル・ハーサンと共演した。ヴィジャヤクマールは助演俳優として人気を集めたが、『Aval Oru Thodarkathai, Mathura Geetham』『Azhage Unnai Arathikkiren』では主役を務めている。
1980年代に入り、ヴィジャヤクマールは引き続き助演俳優として活動した。短期間の低迷を経た後、1988年に出演したマニラトナムの『Agni Natchathiram』で再び脚光を浴びた。同作ではプラブとカールティクが演じるガウタムとアショークの父親役を演じ、1990年代に入ると『Nattamai』『バーシャ! 踊る夕陽のビッグボス』でも父親役を演じた。同時期にはバーラティラージャの『Kizhakku Cheemayile』『Anthimanthaarai』で主役も務めている。『Anthimanthaarai』では国家映画賞 主演男優賞にノミネートされたが、1票差で受賞を逃した。2000年代に入ると主要キャストの祖父役を演じる機会が増え、同時にテレビシリーズに出演の軸を移すようになった。2006年から2015年10月18日にかけてナディガル・サンガムの副会長を務めていた。

## 家族
ヴィジャヤクマールは1969年にムトゥカンヌと結婚し、1976年にマンジュラと再婚した。ムトゥカンヌとの間にカヴィタ、アヴィタ、アルン・ヴィジャイをもうけ、マンジュラとの間にはヴァニタ、プリータ、シュリデヴィをもうけている。2013年に妻マンジュラと死別している。

## 受賞歴
- タミル・ナードゥ州映画賞 特別賞（英語版）：『Kizhakku Cheemayile』（1993年）、『Anthimanthaarai』（1996年）